# Mochełek
Mochełek – część wsi Mochle w Polsce, położona w województwie kujawsko-pomorskim, w powiecie bydgoskim, w gminie Sicienko.
W latach 1975–1998 Mochełek administracyjnie należał do województwa bydgoskiego.